# Tino Buazzelli
Agostino Tino Buazzelli, né à Frascati le 13 septembre 1922 et mort à Rome le 20 octobre 1980), est un acteur italien.
Il est apparu dans 46 films, entre 1948 et 1978.

## Biographie
Après un diplôme de sciences humaines, Tino Buazzelli s'inscrit à l'académie nationale d'art dramatique de Rome, obtenant son diplôme en 1946. Il fait ses débuts au théâtre l'année suivante, dans la compagnie Maltagliati-Gassman. Il fait ses débuts au cinéma en 1948, dans le film de  Riccardo Freda,  Le Chevalier mystérieux.
Au  théâtre, il joue notamment au Piccolo Teatro de Milan entre les années 1950 et 60. Son interprétation de la pièce de Brecht la Vie de Galilée (1963) marque l'apogée de sa carrière. Il a également joué pour la télévision comme Nero Wolfe, une série télévisée diffusée entre 1969 et 1971. Au milieu des années 1960, il fait des sketchs publicitaires de 10 minutes sur la première chaine italienne, Programma Nazionale.

## Filmographie partielle
- 1948 : Le Chevalier mystérieux ( Il cavaliere misterioso) de Riccardo Freda
- 1950 : Totò Tarzan de Mario Mattoli
- 1950 : La Maudite (Margherita da Cortona) de Mario Bonnard
- 1950 : Contre la loi (Contro la legge) de Flavio Calzavara
- 1952 : I morti non pagano le tasse de Sergio Grieco
- 1953 : Femmes damnées ( Donne proibite) de Giuseppe Amato
- 1960 : Ces sacrées Romaines (I baccanali di Tiberio) de Giorgio Simonelli
- 1961 : Les Joyeux Fantômes d'Antonio Pietrangeli
- 1963 : Qui travaille est perdu de Tinto Brass
- 1964 : Ça ira de Tinto Brass (voix)
- 1965 : Thrilling d'Ettore Scola
- 1966 : Le renard s'évade à trois heures de Vittorio De Sica
- 1966 : Une vierge pour le prince (Una vergine per il principe) de  Pasquale Festa Campanile
- 1972 : Le Diable dans la tête (Il diavolo nel cervello) de Sergio Sollima